# Alap (település)
Alap község Fejér vármegyében, a Sárbogárdi járásban. Településszerkezetét tekintve síkvidéki útifalu.

## Fekvése
A település a Mezőföldön terül el, Sárbogárd délkeleti szomszédságában, a város központjától mintegy 10 kilométerre délre.
A további közvetlenül határos települések: északkelet felől Nagykarácsony, kelet felől Előszállás, délkelet felől Alsószentiván, délnyugat felől pedig Cece.

### Megközelítése
Déli határszélén halad el a Dunaföldvártól Simontornya-Tamási, majd onnan tovább Somogy és Zala vármegyék felé vezető 61-es főút, így az említett városok, illetve az ország keletebbi és nyugatabbi részei felől is ez a legfontosabb közúti elérési útvonala.
Főutcájaként a 61-estől Sárbogárd Sárszentmiklós  városrészéig húzódó 6223-as út húzódik végig a belterületén, legnyugatibb határszélét pedig érinti még a 63-as főút Rétszilas és Cece közti szakasza is. Fentebb felsorolt szomszédai közül Nagykarácsonnyal és Előszállással nincs közvetlen közútkapcsolata.
A hazai vasútvonalak közül a Mezőfalva–Rétszilas-vasútvonal érinti, amelynek egy megállási pontja van itt; Alap megállóhely a falu északnyugati határszéle közelében helyezkedik el, közúti elérését a 6223-as útból, annak a vasúti keresztezése előtt nyugat felé kiágazó 62 323-as számú mellékút teszi lehetővé.

## Története
A falut besenyő vezérek alapították az Árpád-korban. Első írásos emléke a 13. századból maradt fenn; neve ebben Olup alakban szerepel. Valószínűleg itt élt, vagy innen származott el Alapi Ákos, akit az oklevelek 1280-ban említenek, s aki rokonával együtt téki (dégi?) nemeseket vádolt rablással, valamint Miklós fia Miklós, aki apósától Geresden, Baranya vármegyében kapott földet.
1328-ban Alapi Miklós fia, Besenyő Péter a Baksa nemzetség-beli Tamás fia László szerviense volt.
A falu a 14–15. században Várpalota (akkor Palota) várának a birtoka volt. Egy 1568-69-ben végzett összeírás szerint akkor még csak 10 nemesi család élt a településen, de ez a szám 1578-ra már 26 nemesi családra nőtt.
A 15. századtól a faluban salétromház is működött puskapor előállítása céljából. A salétromból előállított puskaporért a király emberei és Ali pasa katonái is többször megfordultak itt.
A török hódoltság alatt, a 15 éves háború idején a település elnéptelenedett, mert a császári seregek a Kelet-Dunántúl és Székesfehérvár visszafoglalása idején kitelepítették lakóit, akik különböző dunántúli megyékben találtak új otthonra.
Alap akkori birtokosa a Salamon család volt, amely birtokait elzálogosította, és több mint egy évszázadra el is hagyta a falut.
A visszatelepülés csak 1688-ban, a megye felszabadulása után kezdődött el.
Alap lakóinak száma a visszatelepülés után az alábbiak szerint alakult: 1785-ben még alig haladta meg az 500-at, 1850-re azonban már az 1500-at is túllépte, s az 1930-as évekre jóval meghaladta a 3000-et. Ez a lakosságszám azóta folyamatosan csökken. 1960-ban még mintegy 3000 lakója volt a községnek, 2004-ben azonban már 2500-nál is kevesebb.
A falu lakói főleg növénytermesztéssel és állattenyésztéssel (szarvasmarha- és lótenyésztés) foglalkoznak. Jelentős a szőlőművelés is, amelyet már a 19. század végén külön rendeletekkel szabályoztak.

## Közélete

### Polgármesterei
- 1990–1991: Dr. Stranigg Tamás (MDF)[7]
- 1991–1994: Tóth István (MDF)
- 1994–1998: Horváth József (MSZP)[8]
- 1998–2002: Horváth József (MSZP)[9]
- 2002–2006: Horváth József (MSZP)[10]
- 2006–2010: Méhes Lajosné (független)[11]
- 2010–2014: Méhes Lajosné (független)[12]
- 2014–2019: Méhes Lajosné (független)[13]
- 2019–2024: Szalai János Milán (független)[14]
- 2024– : Suplicz Attila (független)[1]

## Népesség
A település népességének alakulása:
| Lakosok száma | 1967 | 1954 | 1907 | 1844 | 1846 | 1856 | 1860 |
|               | 2013 | 2014 | 2015 | 2021 | 2022 | 2023 | 2024 |

A 2011-es népszámlálás során a lakosok 75,5%-a magyarnak, 1,4% cigánynak, 0,8% németnek, 0,4% románnak mondta magát (24,2% nem nyilatkozott; a kettős identitások miatt a végösszeg nagyobb lehet 100%-nál). A vallási megoszlás a következő volt: római katolikus 50,6%, református 7,7%, evangélikus 0,5%, görögkatolikus 0,2%, izraelita 0,1%, felekezeten kívüli 9,4% (30,9% nem nyilatkozott).
2022-ben a lakosság 90,5%-a vallotta magát magyarnak, 1,4% cigánynak, 0,6% németnek, 0,2% ukránnak, 0,1-0,1% románnak, lengyelnek és görögnek, 1,6% egyéb, nem hazai nemzetiségűnek (9% nem nyilatkozott; a kettős identitások miatt a végösszeg nagyobb lehet 100%-nál). Vallásuk szerint 34,8% volt római katolikus, 6,8% református, 0,6% evangélikus, 0,1% görög katolikus, 0,9% egyéb keresztény, 1,6% egyéb katolikus, 16,7% felekezeten kívüli (38,4% nem válaszolt).

## Nevezetességei
- Római katolikus templom (barokk stílusú)
- A falunak régi hagyománya az állattenyésztés, ezen belül is kiemelkedik a lótenyésztés.